# Дублинки
Дубли́нки (Дуплинки) — село в Україні, у Піщівській сільській територіальній громаді Звягельського району Житомирської області. Населення становить 323 особи (2001).

## Історія
В 1906 році — Дуплинки, село Піщівської волості Новоград-Волинського повіту Волинської губернії. Відстань від повітового міста 22 версти, від волості 2. Дворів 94, мешканців 560.
18 березня 2010 року Житомирська обласна рада ухвалила рішення про уточнення назви на Дуплинки, проте у «Відомостях Верховної Ради» вказане рішення опубліковане не було, і тому не набуло чинності.
До 7 серпня 2017 року село входило до складу Піщівської сільської ради Новоград-Волинського району Житомирської області.